# Orvos (nelvaan)
Orvos a Csillagok háborúja elképzelt univerzumának egyik szereplője.

## Leírása
Orvos a nelvaan fajba tartozó férfi, a Rokrul nevű falu öreg sámánja a Nelvaan bolygón. Bőrszíne szürke. Szemszíne fekete. Őszülő haja szürkés-fehéres.

## Élete
Nem tudjuk pontosan, hogy mikor született Orvos, de öregkoráról ítélve, jóval 19 BBY előtt születhetett. Igen jó a jóslóképessége, például megjósolta a népének a Nelvaanon levő jégkorszak eljöttét; továbbá a két jedi, Anakin Skywalker és Obi-Wan Kenobi megérkezését, akik a jóslata szerint segíteni fognak a nelvaanoknak azoknak a szeparatistáknak az eltávolításában, akik a Klónháborúk idején érkeztek a bolygóra. Orvosnak van egy tálnyi sebhelyt hagyó piócája. E piócaszerű lényeket ráteszi Anakin Skywalkerre amikor is felkészíti az általa kitűzött teszt elvégzésére.

## Megjelenése a filmekben
Orvost a „Csillagok háborúja: Klónok háborúja” című amerikai rajzfilmsorozat 23. és 25. részeiben láthatjuk.
Orvos neve a magyar nyelvből származik.

## Fordítás
- Ez a szócikk részben vagy egészben az Orvos című Wookieepedia-szócikk fordítása. Az eredeti cikk szerkesztőit annak laptörténete sorolja fel.